# Yuen Long FC
El Yuen Long FC (en chino tradicional, 元朗足球隊), llamado Best Union Yuen Long FC (en chino tradicional, 佳聯元朗) por razones de patrocinio, es un equipo de fútbol de Hong Kong que juega en la Liga Premier de Hong Kong, la primera división de fútbol en el país.

## Historia
Fue fundado en el año 1959 en el distrito de Yuen Long por Tsang Sam Chiu y Fu Li Sha, el entonces presidente de la Asociación de fútbol de Hong Kong y el club era administrado por la Asociación Distrital Deportiva de Yuen Long (en chino tradicional, 元朗區體育會).
Su primera temporada fue la de 1959/60 como equipo de la desaparecida Tercera División de Hong Kong con un plan de 3 años en el que en ese lapso de tiempo iban a jugar en la Primera División de Hong Kong, plan que se concretó luego de que lograran el ascenso para la primera división en la temporada 1961/62. Una temporada fue lo que necesitaron para conseguir su primer título de liga, y para la temporada 1967/68 ganaron su primera Senior Shield.
En la temporada 1968/69 se convierten en un equipo profesional por cuatro temporadas hasta que volvieron a ser aficionados para enfocarse en sus divisiones menores. En la temporada 1978/79 ganan su primera Copa FA de Hong Kong, pero abandona la liga un año después por problemas financieros.
En 2003 el club es reformado como una entidad privada y se adhiere a la recién creada Tercera División Distrital, y para la temporada 2013/14 regresan a la Primera División de Hong Kong. En 2015 cambia su nombre por el de KMB Yuen Long, y en 2017 cambiaron su nombre de nuevo por Sun Bus Yuen Long FC.
En la temporada 2017/18 ganan el título de la Hong Kong Senior Challenge Shield tras 50 años de haberlo ganado por primera vez, aunque perdieron a su patrocinador al finalizar la temporada. Para la temporada 2018/19 cambian su nombre por el que tienen actualmente y juegan con un equipo compuesto principalmente por jugadores sub-23.

## Palmarés
- Hong Kong First Division (1): 1962–63
- Hong Kong Second Division (1): 2012–13
- Hong Kong Senior Shield (2): 1967–68, 2017–18
- FA Cup (1): 1978–79
- Hong Kong Junior Shield (1): 2012–13

## Jugadores

### Jugadores destacados
- Chan Fat Chi (陳發枝)
- Cheung Chi Doy (張子岱)
- Cheung Yiu Tung (張耀東)
- Leung Nang Yan (梁能仁)
- Win Won Soon